# Roca San Pedro
Roca San Pedro (en inglés: San Pedro Rock) es un islote y una formación rocosa estadounidense en las afueras de la Punta San Pedro en Pacífica, en el área de la bahía de San Francisco, en el estado de California, específicamente en el condado de San Mateo (San Mateo County).